# NGC 3642
NGC 3642 ist eine Spiralgalaxie mit aktivem Galaxienkern vom Hubble-Typ Sbc im Sternbild Großer Bär am Nordsternhimmel. Sie ist schätzungsweise 75 Millionen Lichtjahre von der Milchstraße entfernt und hat einen Durchmesser von etwa 115.000 Lichtjahren. Sie ist das hellste Mitglied der NGC 3642-Gruppe (LGG 234).
Das Objekt wurde am 18. März 1790 von William Herschel entdeckt.

## NGC 3642-Gruppe (LGG 234)
| Galaxie  | Alternativname | Entfernung/Mio. Lj |
| -------- | -------------- | ------------------ |
| NGC 3610 | PGC 34566      | 80                 |
| NGC 3619 | PGC 34641      | 73                 |
| NGC 3642 | PGC 34889      | 75                 |
| NGC 3674 | PGC 35191      | 95                 |
| NGC 3683 | PGC 35249      | 80                 |